# Люлька (часть оружия)
Лю́лька — конструкционный элемент артиллерийского лафета, предназначенный для соединения его с орудийным стволом и направления движения ствола при откате и накате во время стрельбы. Объединяясь с теми частями артиллерийской системы, которые располагаются на люльке, она образует так называемую качающуюся часть орудия.

## Описание
Конструктивно выделяются обойменные, корытные и смешанные люльки. Как правило, своими цапфами люлька опирается на верхний станок лафета, а для наведения орудия специальный подъёмный механизм позволяет ей вместе со стволом поворачиваться в вертикальной плоскости (качаться). Связь ствола с люлькой обеспечивают противооткатные устройства.
После осуществления выстрела орудийный ствол откатывается по направляющим люльки, а затем возвращается в начальное положение под действием накатника.